# نيك فايرستون
نيك فايرستون (بالإنجليزية: Nick Firestone)‏ هو مهندس أمريكي، ولد في 31 مارس 1966 في فينيكس في الولايات المتحدة.